# Крыжики (Псковская область)
Крыжики — деревня в Карамышевской волости Псковского района Псковской области России.
Расположена в 18 км к югу от села Карамышево и в 55 км к юго-востоку от центра города Пскова.
Численность населения деревни по состоянию на 2000 год составляла 2 человека.
До 1 января 2010 года деревня входила в состав ныне упразднённой Осиновичской волости.